# FON
|  | Per a altres significats, vegeu «fon». |

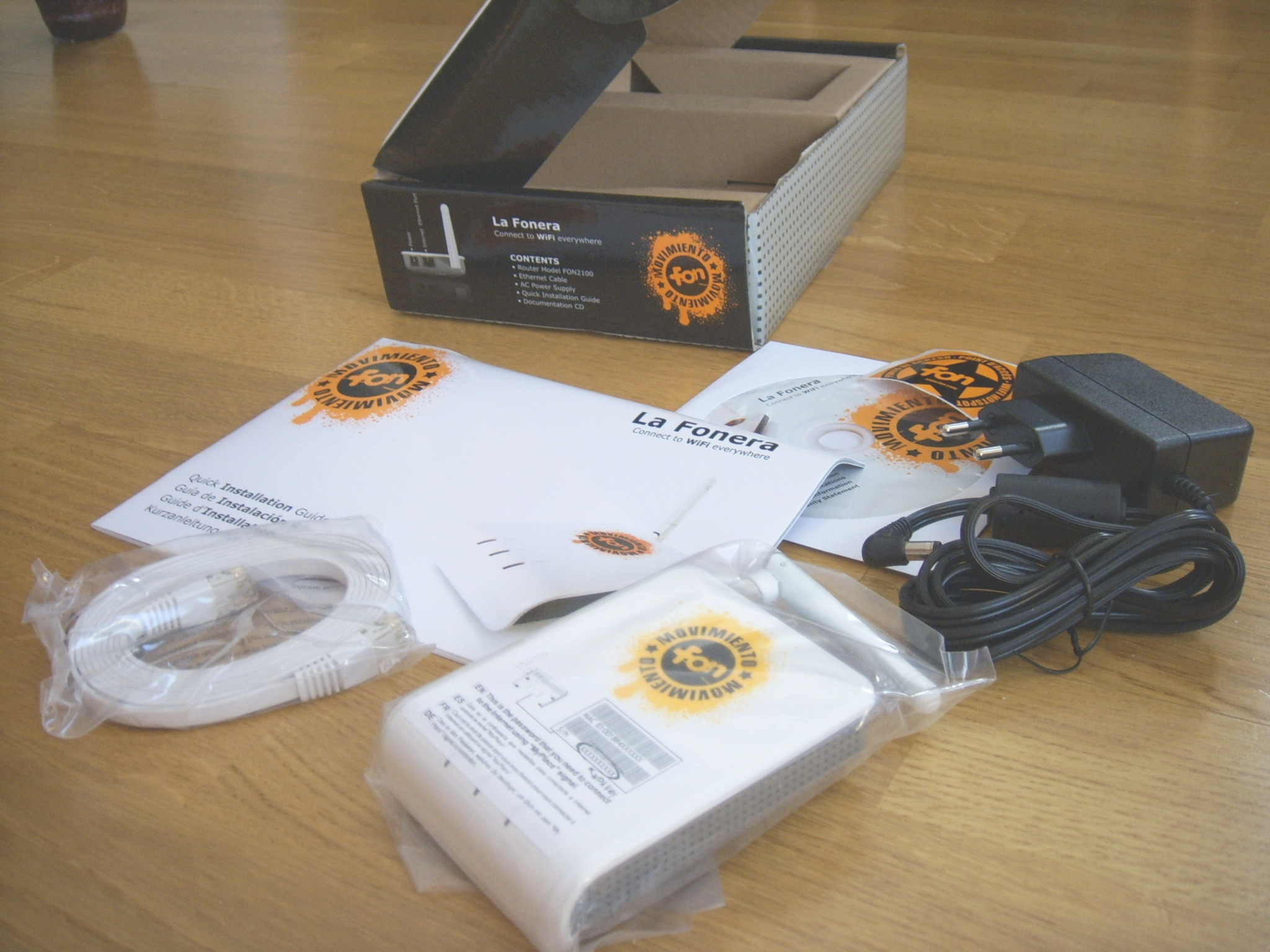
La fonera, l'encaminador de FON

FON és una iniciativa empresarial de Martin Varsavsky sorgida en l'any 2005 amb l'objectiu de crear una gran comunitat WiFi que permeti aprofitar tots els avantatges que aquesta tecnologia oferix. Està present en cada vegada més països d'Europa, Amèrica del Nord i Àsia.

## El model de negoci
La iniciativa pretén estendre's gràcies a l'esforç comú entre tots els membres que s'inscriguin en l'així anomenada "comunitat FON" que estiguin disposats a oferir el seu accés a Internet mitjançant WiFi a altres usuaris.
D'aquesta manera s'opera amb un model de negoci basat en tres tipus d'usuaris: els linus, els bills i els aliens:
- Els usuaris que es registren com linus (en referència al creador del kernel Linux, Linus Torvalds) estan disposats a compartir la seva connexió a Internet WiFi amb la resta de membres de la comunitat FON. A canvi, els usuaris Linus poden utilitzar els altres punts d'accés (hotspots) de FON gratuïtament en aquells llocs on existeixin.
- Aquells usuaris que vulguin fer negoci amb el seu accés a Internet són els Bills (en referència a Bill Gates). No obstant això, els Bills no tindran accés gratuït als punts d'accés FON.
- La resta d'usuaris es coneixen com a aliens. No disposen de punt d'accés registrat en FON, i paguen per la connexió a la xarxa. Actualment el cost és relativament baix (3 € per a 24 hores).

A fi d'estendre el nombre d'usuaris (fonaires) i estendre amb això la xarxa, FON subvenciona la compra d'encaminadors (que denomina Encaminador social o Fonera), actualment a un preu de 39,95 € més 5 € de despeses d'enviament (dada del 4 de setembre de 2007), a canvi d'adquirir el compromís del fonaire. Aquest compromís consisteix que l'usuari prometi activar el seu Encaminador Social FON per a compartir el seu WiFi, o retornar-lo perquè un altre usuari ho pugui compartir en el seu lloc.

## Funcionament

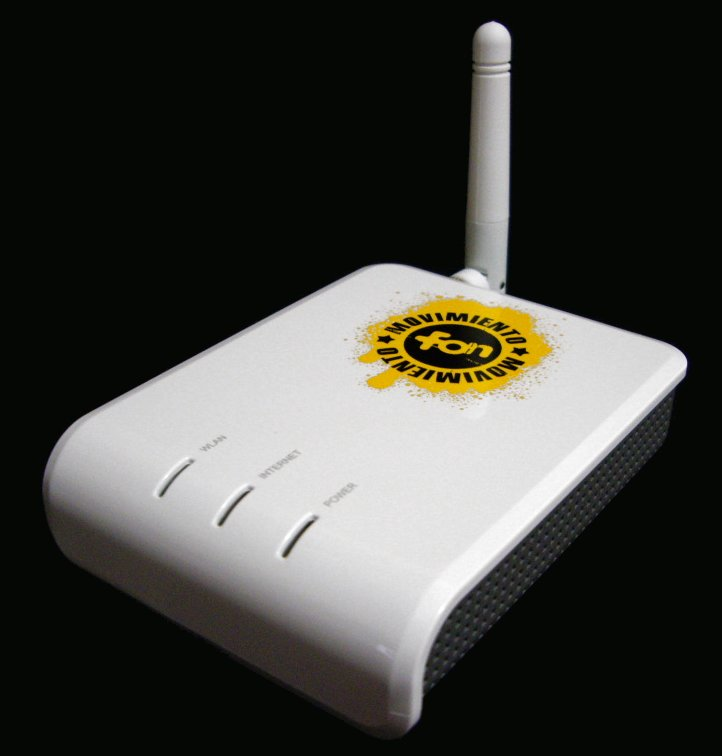
La fonera

Tant per als Linus com par els Bill, el procés de connexió és el mateix: només necessiten un punt d'accés WiFi compatible amb FON. Fins al 19 d'octubre de 2006 eren els encaminadors Linksys WRT54G, WRT54GS/GL i Buffalo AirStatio 54g. Els que ja tenen un d'ells simplement haurien de descarregar-se i instal·lar en l'encaminador un microprogramari disponible en la web de FON, que convertirà el punt d'accés en un punt d'accés FON.
Ara FON oferix un encaminador propi: la Fonera. Aquest encaminador sense fil oferix, segons FON, un alt nivell de seguretat a través de les seves dues xarxes sense fil: un canal social de FON i un canal privat.
Tothom qui rebi el senyal pot utilitzar FON. Es recomana col·locar l'antena on més possibilitats d'abast tingui l'usuari (al costat de la finestra, en la balconada, en la teulada, etc.)

## Avantatges i problemes
Els avantatges d'aquesta xarxa són clars per als usuaris: 
1. Els Linus tenen la possibilitat de connectar-se gratuïtament des de qualsevol punt d'accés d'una altra ciutat o país.
2. Preu de connexió molt baix, comparat amb altres proveïdors de hotspots. És molt interessant el seu ús si les necessitats de connexió són esporàdiques. A partir d'uns 10 dies al mes (i per tant un cost de 10 x 3 € = 30 €) comença a ser més recomanable contractar l'accés a Internet a través d'un ISP.
3. Cobertura mundial (actualment, Amèrica del Nord, Europa i Àsia), en ràpid creixement.
4. Els Linus i els Bills poden obtenir encaminadors a un preu inigualable: 29,95 € o 28$
5. La configuració i l'ús de l'encaminador és molt senzilla i està en contínua millora.
6. Noves funcions en el futur basades en la xarxa FON, com la telefonia voIP.

En canvi, podrien existir els següents problemes:
FON no oferix encara (14/12/2006) una tecnologia que permeti mantenir una connexió entre dos punts d'accés com succeeix per exemple en el cas de la telefonia mòbil, a causa del disseny del microprogramari: no preveu cap tipus d'encaminament entre els diferents punts d'accés (tant actualment com en el futur a mitjà o llarg termini, tal com han confirmat els seus creadors), com per exemple fan les mesh networks. Això es pot comprovar baixant el microprogramari oficial de la pàgina de FON (versió modificada dels microprogramaris lliures OpenWRT i DD-WRT, amb els quals va incomplir en el seu moment la llicència GPL) i verificant el funcionament intern que no fa cap tipus d'encaminament entre nodes, ni tan sols tracta de connectar-se mútuament entre els diferents punts d'accés (Alguna cosa com WDS o similar).
Un dels problemes més greus als quals s'enfronta actualment la tecnologia WiFi en general és la seguretat. Un molt elevat percentatge de xarxes s'han instal·lat per administradors de sistemes o de xarxes per la seva simplicitat d'implementació, sense tenir en consideració la seguretat i, per tant, han convertit les seves xarxes en xarxes obertes, sense protegir l'accés a la informació que per elles circulen. Existeixen diverses alternatives per a garantir la seguretat d'aquestes xarxes, les més comunes són la utilització de protocols d'encriptació de dades com el WEP i el WPA, proporcionats pels mateixos dispositius sense fil, o IPsec (túnels IP) i 802.1x, proporcionats per o intervenint altres dispositius de la xarxa de dades. FON assegura que realitza constants millores i que el seu microprogramari i, sobretot, la Fonera, gaudeixen d'un alt nivell de seguretat.
No obstant això, el problema més greu a què s'enfronta FON actualment són els aspectes legals. Segons la legislació espanyola (i en altres països la situació pot ser similar) s'estarien cometent diversos delictes precisament per l'aspecte lucratiu del projecte: redistribució de connexió (Linus), incitació a la il·legalitat per part de tercers (Bill), actuar com operador de telecomunicacions sense pagar el corresponent gravamen de la Comissió del Mercat de les Telecomunicacions (estan registrats en la base de dades de la CMT però no com a proveïdor d'Internet, sinó com a "comunitat sense fils" d'usuaris), etc. Tot això ha provocat les reticències dels usuaris més entesos en aquest tipus de moviments o en assumptes legals, que consideren aquest model un frau o vaporware.
Enfront d'altres comunitats WiFi, com les que engloba RedLibre, presenta el desavantatge que una empresa aconsegueix el control de la xarxa, proposa una alternativa en la qual tot està sota el seu control i l'objectiu del qual és guanyar diners utilitzant tècniques de màrqueting d'estètica revolucionària. D'altra banda, té l'avantatge que faciliten als usuaris la configuració de l'equip oferint un microprogramari de fàcil utilització i que estandarditza la interfície d'usuari independentment del model d'encaminador utilitzat.

## Inversors de FON
Al febrer de 2006, entre d'altres, Skype, Google i eBay (per confirmar) decideixen invertir 18 milions d'euros en el projecte FON. A més Sequoia Capital, el primer inversor de risc de Google, es converteix en membre del consell de FON.

## Alternatives lliures a FON
- guifi.net
- Wifree
- Red Libre